# Hyperopisus bebe
Hyperopisus bebe (Syn.: Mormyrus dorsalis, St. Hilaire, 1809) ist ein afrikanischer Süßwasserfisch aus der Familie der Nilhechte (Mormyridae). Er ist im nördlichen tropischen Afrika in den Flüssen der Sahelzone und der Sudanregion weit verbreitet und kommt im Nil südlich der Murchison Falls (Albert-Nil) sowie im Senegal, Gambia, Niger, Bénoué, Volta, Ouémé, Ogun, Logone und Chari vor.

## Merkmale
Hyperopisus bebe wird maximal 51 cm lang und 1 kg schwer. Sein Körper ist mäßig langgestreckt und seitlich abgeflacht mit einer Standardlänge, die das 3,9- bis 6,2fache der Körperhöhe beträgt. Die Kopflänge ist 4,6- bis 6,2-mal in der Standardlänge enthalten, der Kopf ist 1,6- bis 2,3-mal länger als breit. Die Afterflosse ist 4- bis 7,7-mal länger als die kurze Rückenflosse, die Brustflossen doppelt so lang wie die Bauchflossen. Der Schwanzflossenstiel ist 1,5- bis 3,6-mal länger als hoch. Die Schwanzflosse ist gegabelt. Wie alle Nilhechte ist Hyperopisus bebe zur Elektrokommunikation und Elektroorientierung fähig. Elektrorezeptoren befinden sich an Kopf, Rücken und Bauch. Sie fehlen an den Seiten und auf dem Schwanzflossenstiel, wo das elektrische Organ zu finden ist.
- Flossenformel: Dorsale 12–16, Anale 52–71.

## Lebensweise
Hyperopisus bebe lebt in fließenden und stehenden Gewässern, ernährt sich von Weichtieren und pflanzt sich in der Regenzeit fort. Bei einem untersuchten Weibchen wurden 18.924 Eier gezählt.

## Systematik
Hyperopisus bebe ist die einzige Art der damit monotypischen Gattung Hyperopisus. Es werden zwei Unterarten unterschieden: Hyperopisus bebe bebe (Lacepède, 1803) und Hyperopisus bebe occidentalis Günther, 1866.